# Brasiliens herrlandslag i landhockey
Brasiliens herrlandslag i landhockey (portugisiska: Seleção Brasileira de Hóquei sobre a Grama Masculino) representerar Brasilien i landhockey på herrsidan. Laget slutade på åttonde plats vid panamerikanska spelen 2007. samt vann panamerikanska cupen 2009 och panamerikanska cupen 2013.

### Fotnoter
1. ↑  ”Pan American Games - Final Standings” (på engelska). Panamhockey. Arkiverad från originalet den 2 december 2018. https://web.archive.org/web/20181202101847/http://www.panamhockey.org/en/panamgames. Läst 26 juli 2015.
2. ↑  ”Pan American Cups - Final Standings” (på engelska). Panamhockey. Arkiverad från originalet den 24 december 2018. https://web.archive.org/web/20181224171147/http://www.panamhockey.org/en/panamcups. Läst 26 juli 2015.